# Délégations aux championnats du monde d'athlétisme 2015
Liste des athlètes engagés par pays lors des championnats du monde d'athlétisme 2015 se déroulant du 22 au 30 août 2015 à Pékin, en Chine. Le 13 août 2015, l'IAAF annonce que Pékin accueillera 207 délégations nationales (le précédent record était de 203) et que les athlètes inscrits atteignent 1 936 athlètes (1 043 hommes et 893 femmes), un autre record. Cette augmentation des athlètes inscrits est dû au fait que pour la première fois, a été aboli le système des minima A et B, remplacés par un minima unique.